# Boghead Park
Le Boghead Park est un ancien stade de football construit en 1879 et fermé en 2000, et situé à Dumbarton.

## Histoire
De sa construction en 1879 jusqu'à sa fermeture en 2000, il accueille les matches à domicile de l'équipe de Dumbarton. Au moment de sa fermeture, avec ses 121 années consécutives d'utilisation, il était le plus ancien stade de football en Écosse à avoir été continuellement utilisé.
Le stade a ainsi accueilli les exploits réalisés par l'équipe de Dumbarton dans les débuts du championnat d'Écosse de football, remportant le titre de champion pour les saisons 1890-91 (titre partagé avec les Rangers) et 1891-92.
En 1913, le terrain est déplacé, reconstruit après avoir été pivoté de 90°, ce qui permet de libérer des espaces pour construire une première petite tribune, surnommée Postage Box, qui ne comporte que 80 places. Elle n'a été remplacée qu'en 1980 par une tribune plus moderne de 303 places, inaugurée par Alan Hardaker (en), un ancien dirigeant de la Football League. Juste à côté se trouvait le local destiné aux bookmakers qui officiaient lorsque le stade accueillait des courses de lévriers.
L'éclairage nocturne a été installé en 1957 et le record d'affluence a été établi cette même année, pour un match de Coupe d'Écosse contre Raith Rovers, conclu par une défaite 1-4. En 1957 aussi, le club rachète la toiture d'un quai de gare à proximité, la gare de Turnberry (en), pour faire une tribune couverte.
La capacité d'accueil, proche de 20 000 à ce moment, n'ira qu'en diminuant, à cause de l'évolution des règles de sécurité plus strictes mais aussi du délabrement de certaines de ses installations. De 10 000 places au milieu des années 1980, alors que Dumbarton joue en Premier Division, la capacité est réduite à 5 000 en 1995 et à moins de 3 000 au moment de sa fermeture en 2000.
Des plans ambitieux de rénovation du stade pour en faire une enceinte de 9 000 places toutes assises ont été menés mais n'ont pas abouti. Ces plans sont maintenant exposés au Scottish Football Museum de l'Hampden Park. Finalement, le club a vendu le stade à des promoteurs immobiliers et a emménagé au Dumbarton Football Stadium en 2000.
Durant son histoire, le Boghead Park a été utilisé aussi par d'autres équipes que Dumbarton, notamment par Greenock Morton à une unique occasion, le 1er janvier 1949 pour un match contre Saint Mirren car leur stade, Cappielow Park, était impraticable. 
De plus, après avoir quitté Kilbowie Park, Clydebank y a joué ses matches à domicile entre 1996 et 1999, avant d'emménager au Cappielow Park. 